# Ixora rugosirama
Ixora rugosirama är en måreväxtart som beskrevs av Cornelis Eliza Bertus Bremekamp. Ixora rugosirama ingår i släktet Ixora och familjen måreväxter. Inga underarter finns listade i Catalogue of Life.